# Ubiratan Aguiar
Ubiratan Diniz de Aguiar GOMM (Cedro, 7 de setembro de 1941) é um professor, advogado e político brasileiro filiado ao Partido da Social Democracia Brasileira (PSDB). Pelo Partido do Movimento Democrático Brasileiro (PMDB; atual MDB), foi deputado federal pelo Ceará, além de deputado estadual pelo Partido Democrático Social (PDS). Foi também ministro do Tribunal de Contas da União (TCU).

## Biografia
Ubiratan Aguiar, filho de Arakém Sendrim de Aguiar e de Maria Diniz de Aguiar, formou-se em Direito pela Universidade Federal do Ceará (UFC), em Fortaleza, entre os anos de 1963-1967. Durante este período, atuou na presidência do Centro Acadêmico Clóvis Beviláqua, propulsor do movimento estudantil da universidade.
Além disso, o ex-deputado também se especializou em Liderança de Reuniões de Debates, pela Esso Brasileira de Petróleo;  como técnico de Supervisão, pelo Centro de Treinamento do Ceará, em 1965; em Rendas Municipais, pelo Ministério do Interior, no Rio de Janeiro, em 1972; na Concessão e Administração de Créditos Isolados e em Cálculos Financeiros Aplicados às Operações Ativas do SFH, na própria UFC, em 1974.
Em 2013, Ubiratan entrou como titular da Academia Cearense de Letras (ACL), ocupando a cadeira 29 do patrono historiador Paulino Nogueira. No mesmo ano, também já era membro da Academia Fortalezense de Letras e da Academia Cearense de Retórica. Em 2016 foi eleito pela ACL como presidente da entidade para o biênio de 2017-2018.
Já aposentado, Ubiratan teve sua vida contada na obra Ubiratan Aguiar – Pelas Sendas do Tempo, de autoria da jornalista e biógrafa Luiza Helena Amorim, publicada em setembro de 2018.
Ubiratan é casado com Terezinha de Jesus Bezerra de Aguiar, com quem teve quatro filhas: Neyrta, Neyrla, Neyara e Neyriane.

## Trajetória política
Ubiratan Aguiar iniciou sua trajetória política quando eleito como vereador de Fortaleza pela Arena, em 1967. Entre 1970 e 1973, Ubiratan também esteve no cargo de Secretário de Administração da prefeitura de Fortaleza. Após um período na iniciativa privada, elegeu-se deputado estadual em 1978, também  pela Arena. Já em 1982, com a extinção do bipartidarismo executado no regime militar e a reorganização partidária, filiou-se ao Partido Democrático Social (PDS), agremiação sucessora da Arena e reelegeu-se para o mesmo cargo obtido em 1978, obtendo a maior votação o partido.
Também foi deputado Estadual pelo PDS de 1983-1987.Empossado em fevereiro de 1983, foi vice-líder do PDS e presidente da Comissão do Serviço Público na Assembleia Legislativa do Ceará. Afastou-se da Assembleia no mesmo ano para ocupar o cargo de secretário de Educação do Estado do Ceará para o qual fora nomeado pelo governador Gonzaga Mota (1983-1987), até 1985.
Em 1986, elegeu-se deputado federal, agora pelo PMDB, tornando-se membro da assembleia constituinte (1987-1991). Ubiratan foi reeleito em âmbito federal por mais três vezes seguidas (1991-1995; 1995-1999; 1999-2001). O político presidiu a Comissão de Educação e Cultura da Câmara entre 1989 e 1990 e, em 1994, filiou-se ao PSDB.

### Posicionamentos na Assembleia Constituinte
| Pauta                                                                                | Votação |
| ------------------------------------------------------------------------------------ | ------- |
| Mandado de segurança coletivo.                                                       | Sim     |
| Turno ininterrupto de seis horas.                                                    | Sim     |
| Aviso prévio proporcional.                                                           | Sim     |
| Proteção ao emprego contra demissão sem justa causa.                                 | Sim     |
| Pluralidade sindical.                                                                | Não     |
| Unicidade sindical.                                                                  | Sim     |
| Soberania popular.                                                                   | Sim     |
| Voto aos 16 anos.                                                                    | Sim     |
| Nacionalização do subsolo.                                                           | Sim     |
| Limite de 12% para os juros reais.                                                   | Sim     |
| Proibição do comércio de sangue.                                                     | Sim     |
| Mandato de cinco anos para o presidente José Sarney.                                 | Sim     |
| Limitação dos encargos da dívida externa.                                            | Sim     |
| Criação de um fundo de apoio à reforma agrária.                                      | Não     |
| Desapropriação da propriedade produtiva.                                             | Sim     |
| Pena de morte.                                                                       | Não     |
| Limitação do direito de propriedade privada.                                         | Não     |
| Aborto.                                                                              | Não     |
| Jornada semanal de 40 horas.                                                         | Não     |
| Presidencialismo.                                                                    | Sim     |
| Estatização do sistema financeiro.                                                   | Não     |
| Anistia aos micro e pequenos empresários.                                            | Não     |
| Legalização do jogo do bicho.                                                        | Não     |
| Rompimento de relações diplomáticas com países com política de discriminação racial. | Não     |

### Posicionamentos em diferentes legislaturas
| Legislatura                  | Pauta                                                                           | Votação |
| ---------------------------- | ------------------------------------------------------------------------------- | ------- |
| Deputado Federal (1991-1995) | Impeachment do presidente Fernando Collor de Melo.                              | Sim     |
| Deputado Federal (1991-1995) | Criação do imposto provisório sobre movimentações financeiras (IPMF).           | Sim     |
| Deputado Federal (1991-1995) | Criação do Fundo Social de Emergência (FSE).                                    | Sim     |
| Deputado Federal (1991-1995) | Fim do voto obrigatório.                                                        | Não     |
| Deputado Federal (1991-1995) | Abolição do monopólio estatal nas telecomunicações.                             | Sim     |
| Deputado Federal (1991-1995) | Abolição do monopólio estatal na exploração do petróleo.                        | Sim     |
| Deputado Federal (1991-1995) | Abolição do monopólio dos governos estaduais na distribuição do gás canalizado. | Sim     |
| Deputado Federal (1991-1995) | Abertura da navegação de cabotagem às embarcações estrangeiras.                 | Sim     |
| Deputado Federal (1991-1995) | Extinção do conceito de empresa nacional.                                       | Sim     |
| Deputado Federal (1991-1995) | Reformulação do Fundo Social de Emergência (FSE).                               | Sim     |
| Deputado Federal (1995-1999) | Reeleição para os cargos executivos.                                            | Sim     |
| Deputado Federal (1995-1999) | Fim da estabilidade para os servidores públicos.                                | Sim     |
| Deputado Federal (1995-1999) | Limite para a aposentadoria no setor público.                                   | Sim     |
| Deputado Federal (1995-1999) | Idade mínima e tempo de contribuição para aposentadoria no setor privado.       | Sim     |

### Tribunal de Contas da União
Com a aposentadoria do ministro Ademar Ghisi em 2001, coube a Câmara dos Deputados indicar o substituto a vaga. Houve três candidatos, e por votação secreta, Ubiratan venceu com 196 votos, contra os 163 votos dados ao deputado Átila Lins (PFL-AM) e 101 votos ao deputado Renato Vianna (PMDB-SC). Sua indicação foi confirmada no Senado Federal, também por votação secreta, por 62 votos a favor, 2 contra e uma abstenção. Renunciou ao mandato de deputado federal para assumir o novo cargo em 2 de maio de 2001.
Admitido em 2002 à Ordem do Mérito Militar pelo presidente Fernando Henrique Cardoso no grau de Comendador especial, foi promovido no ano seguinte pelo presidente Luiz Inácio Lula da Silva ao grau de Grande-Oficial. Aposentou-se do cargo em 5 de agosto de 2011.